# Morsa (cómic)
La Morsa es un supervillano cómico que aparece en los cómics estadounidenses publicados por Marvel Comics. Es el enemigo de Spider-Man y Hombre Rana.

## Historial de publicaciones
Morsa apareció por primera vez en The Defenders #131 (mayo de 1984) y fue creado por J.M. DeMatteis, Peter Gillis y Alan Kupperberg.

## Biografía ficticia
La Morsa es un supervillano y enemigo de Spider-Man. Viste un disfraz que se asemeja a una morsa. A pesar de ser físicamente fuerte, demuestra ser completamente inepto para la villanía. Si bien la mayoría de los supervillanos están interesados en robar dinero o dominar el mundo, pero al igual que cualquier otro monstruo (por ejemplo, kaiju), Morsa se contentó con daños a la propiedad sin sentido; recuerda a Hulk, así como a sus enemigos, la Abominación, Juggernaut y Rhino (también uno de los enemigos de Spider-Man). Consideró su papel como supervillano como el de un "destructor de masas". El hombre que eventualmente se convertiría en la morsa fue una vez un taxista llamado Hubert Carpenter (una referencia al poema " La Morsa y el Carpintero" de A través del espejo). El tío de Hubert, Humbert (un científico loco / conserje excéntrico) usó una tortuosa tecnología experimental para dotar a Hubert de los atributos de una morsa que seguramente lo convertiría en un eminente supervillano. Hubert, ahora con la "velocidad, fuerza y agilidad proporcionadas de una morsa", comenzó a causar estragos. Luchó contra los Nuevos Defensores y el segundo Hombre Rana antes de colapsar.
Luego él se asoció con la letal y nefasta Conejo Blanco, formando los Terribles Dos. Lucharon contra Spider-Man y fueron derrotados fácilmente. Uno de sus objetivos comunes era asesinar al Hombre Rana, quien los había humillado a ambos en el pasado. Sin embargo, pronto se reveló que el Hombre Rana tenía poco de qué preocuparse, ya que Morsa es el tipo de supervillano que tiene que usar zapatos con velcro para evitar atar accidentalmente sus zapatos entre sí. Morsa no es el villano más inteligente, ya que tiende a hacer los comentarios más estúpidos, lo que incluso hizo que Spider-Man se riera incontrolablemente de él, lo que permitió que Morsa lo golpeara y lo derribara. El hecho de que la morsa también use una gran "W" de arcoíris en la parte delantera de su disfraz también tiende a hacer que sus enemigos se rían de él.
La Morsa aparece más tarde con Sr. Pez en un club nocturno exótico donde se lo ve admirando a una bailarina con sobrepeso.
Durante la historia de Fear Itself, Deadpool ve el caos causado por Worthy y manipula a Morsa para que piense que ha sido elegido para empuñar un martillo mágico para que pueda mejorar su negocio de consolación de seguridad. Sin embargo, su plan sale mal cuando el martillo resulta ser propiedad de los nacidos en la luna, un grupo de hombres lobo. El martillo exhibe propiedades especiales bajo la luna llena que Deadpool descubre cuando se enfrenta a Morsa en la batalla. Deadpool engaña a Morsa para que ingrese al sótano sin ventanas de la oficina del alguacil donde el martillo se vuelve impotente y puede aprovechar el alijo de armas del alguacil.
Morsa se asocia nuevamente con Conejo Blanco y con el nuevo Goldbug para un plan que implica manipular el agua potable de la ciudad de Nueva York. Los tres son derrotados por Spider-Woman y llevados a una nueva prisión de supervillanos, el Sótano, que está dirigido en secreto por Regente. Una vez encarcelados, Morsa y Ox son separados de los otros prisioneros y aparentemente asesinados cuando son sellados en tubos de extracción de energía por la sirvienta de Regent, la Dra. Shannon Stillwell. Morsa sobrevive y luego es liberado después de la derrota de Regente.
Posteriormente fue secuestrado y colocado en Mundo Asesino por Arcade, junto con otros cautivos. Morsa fue rescatado más tarde por Gwenpool con la ayuda de Deadpool.
Durante la historia de Hunted, Morsa se encuentra entre los personajes con temas de animales capturados por Taskmaster y Hormiga Negra para la Gran Cacería de Kraven el Cazador, patrocinado por la compañía Industrias Arcade de Arcade. Morsa observa la pelea entre Spider-Man y Escorpión hasta que llegan los Hunter-Bots creados por Industrias Arcade. Morsa huye de los Hunter-Bots cuando comienza la Gran Cacería.

## Poderes y habilidades
Hubert Carpenter ha afirmado tener la velocidad, la fuerza y la agilidad proporcionadas a una morsa. La Morsa posee cierta medida de fuerza sobrehumana, agilidad y resistencia. De hecho, fue capaz de golpear a Spider-Man con la fuerza suficiente para hacerlo volar, romper un poste de luz de metal por la mitad y resistir zanahorias explosivas y afiladas que le disparó el Conejo Blanco como prueba. Sin embargo, en otra ocasión, Spider-Man fue capaz de derrotar a la morsa al darle un golpecito con el dedo índice, lo que lo dejó inconsciente. La Morsa también tiene la habilidad (involuntaria) de distraer a sus enemigos haciéndolos reír incontrolablemente con sus estúpidos comentarios.
La Morsa fue alterada mutagénicamente por su tío con ADN de morsa que presumiblemente agregaría ciertas características de morsa a su fisiología, como una capa de grasa para mantenerlo caliente en agua helada y la capacidad de contener la respiración durante mucho más tiempo que un humano. Si bien ninguna de estas habilidades sería muy útil para un supervillano que nunca se acerca al agua, la capa de grasa podría explicar su resistencia a las lesiones.
La Morsa era notablemente poco inteligente, pero era inusualmente buena para los crucigramas. 

## Recepción
- En 2022, CBR.com clasificó a Morsa en el sexto lugar en su lista de "Los 10 villanos más divertidos de Spider-Man".[14]